# بروس شلی
بروس شلی (انگلیسی: Bruce Shelley؛ زادهٔ ۱ ژانویهٔ ۲۰۰۰) ناشر، و طراح بازی اهل ایالات متحده آمریکا است. شلی از طراحان اصلی پروژه‌های برجسته و خاطره‌انگیز دههٔ ۹۰ میلادی مثل ریل‌رود تایکون، تمدن و مجموعهٔ عصر فرمانروایان است. شلی همچنین همکاری تنگاتنگی را با شرکت بازی‌های رومیزی آوالون هیل برای توسعه و گسترش برخی بازی‌ها داشته‌است.